# Alcano 1-monooxigenasa
La alcano 1-monooxigenasa (EC 1.14.15.3) es una enzima que cataliza la siguiente reacción química:
Por lo tanto los sustratos de esta enzima son un alcano, rubredoxina reducida y oxígeno molecular, mientras que sus productos son un alcohol primario, rubredoxina oxidada y agua.

## Clasificación
Esta enzima pertenece a la familia de las oxidorreductasas, más específicamente a aquellas oxidorreductasas que actúan sobre un par de compuestos como dadores de electrones, con la incorporación o reducción de oxígeno, utilizando una sulfoferroproteína como uno de los dadores y con incorporación de un átomo de oxígeno en el otro dador.

## Nomenclatura
El nombre sistemático de esta clase de enzimas es alcano, rubredoxina-reducida:oxígeno 1-oxidorreductasa. Otros nombres de uso común pueden ser alcano 1-hidroxilasa, omega-hidroxilasa, ácido graso omega-hidroxilasa, alcano monooxigenasa, 1-hidroxilasa, alcano hidroxilasa y AlkB.

## Estructura y función
Contiene un sitio activo formado por un dihierro. Se la ha observado actuando sobre alcanos de entre 6 a 12 carbonos.
El sistema alcano hidroxilasa de Pseudomonas oleovorans se encuentra codificado en un plásmido, y se encuentra formado por tres componentes. La alcano 1-monooxigenasa, el componente catalítico; es una proteína integral de membrana que contiene tres átomos de hierro no-heme en estado de oxidación +2. Este sistema transfiere un átomo de oxígeno desde el oxígeno molecular al carbono terminal de hidrocarburos alifáticos de entre 6 a 12 carbonos, conduciendo a la formación de un alcohol primario. El otro átomo de oxígeno se reduce por medio de electrones suministrados por una reductasa de rubredoxina dependiente de NAD, a través del transportador de electrones rubredoxina 2.
Este sistema permite a las bacterias utilizar alcanos como fuente de carbono y energía. Y resulta de interés biotecnológico en procesos de biorremediación.